# ウィクリフ・ホール
ウィクリフ・ホール（英: Wycliffe Hall）は、英国オックスフォード大学のパーマネント・プライベートホール、英国国教会低教会の神学校である。14世紀の殉教者ジョン・ウィクリフにちなんでいる。1877年に設立。

### 起源

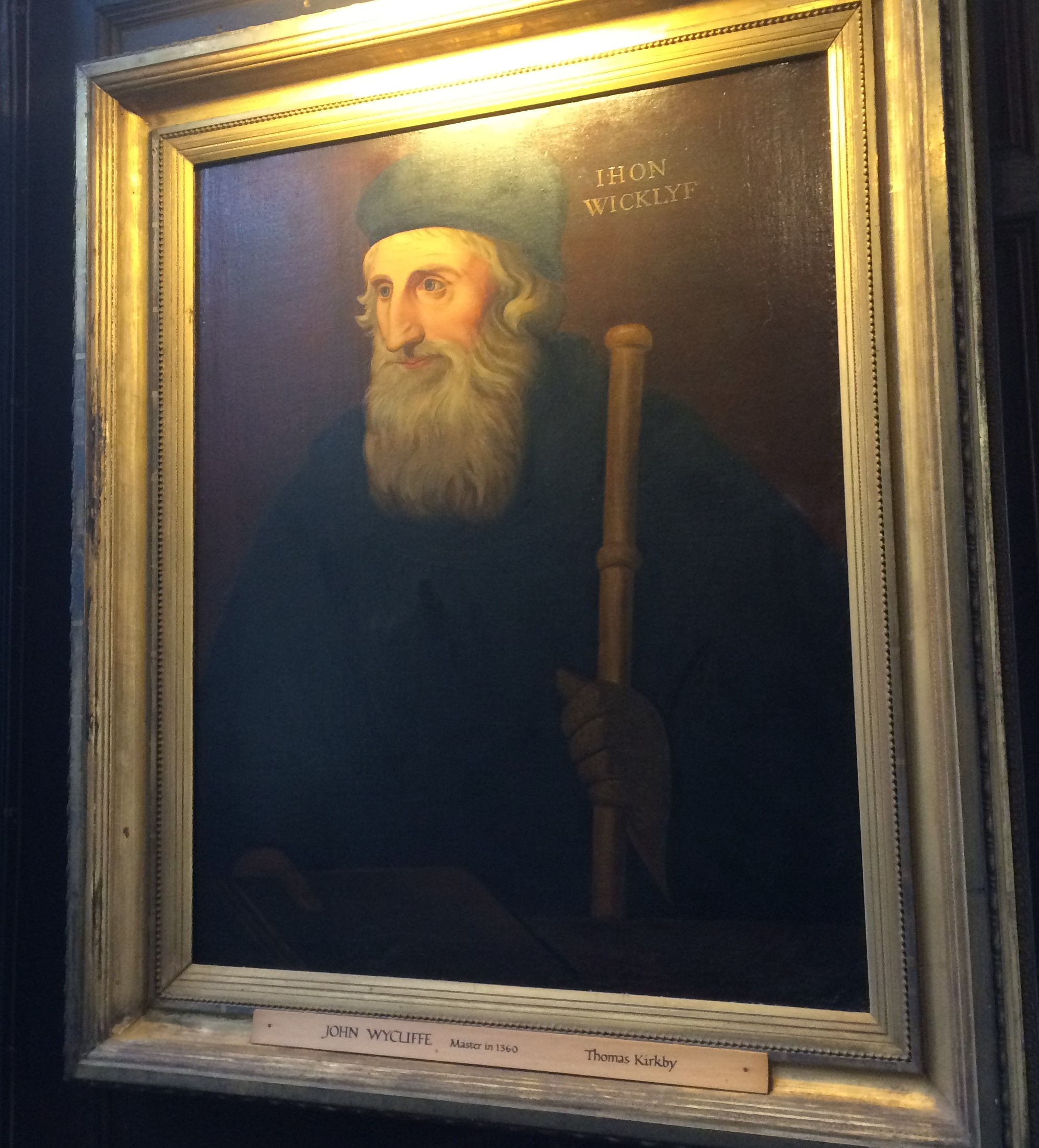
ジョンウィクリフ、ベリオールカレッジオックスフォードのマスター1360-66

### 最近の動向

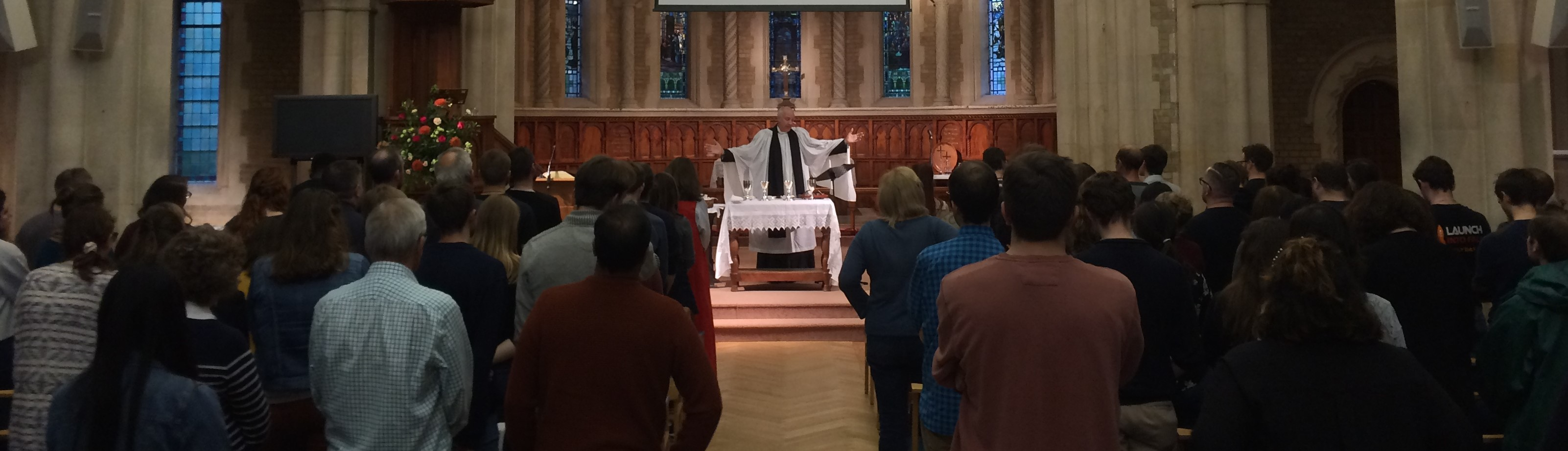
マイケルロイドは、ホールの教区教会でウィクリフホールの年初の奉仕を率いています

## 建物

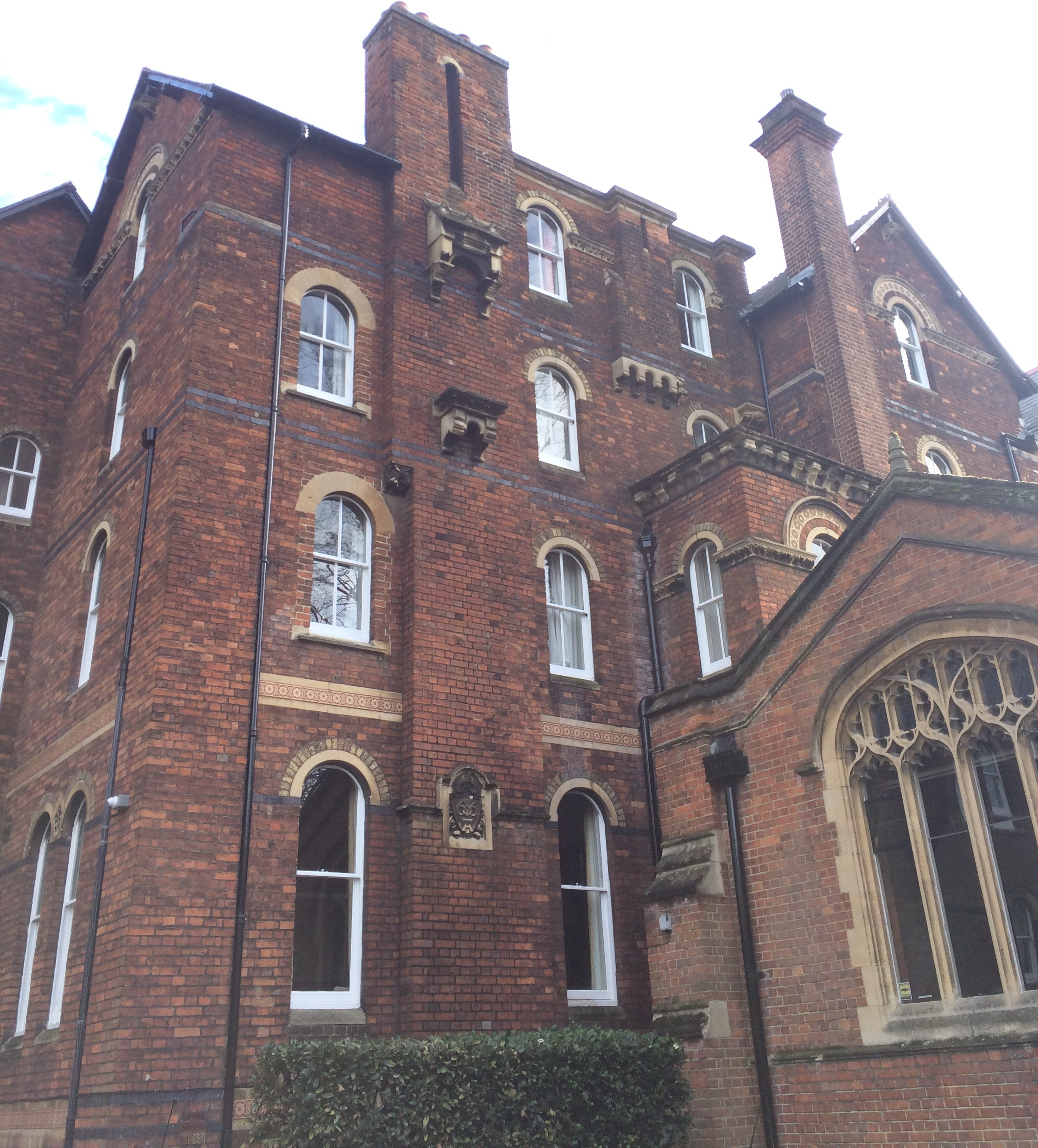
ウィクリフホールの元の部分-54Banbury Road、 'Laleham'

## 大臣の形成

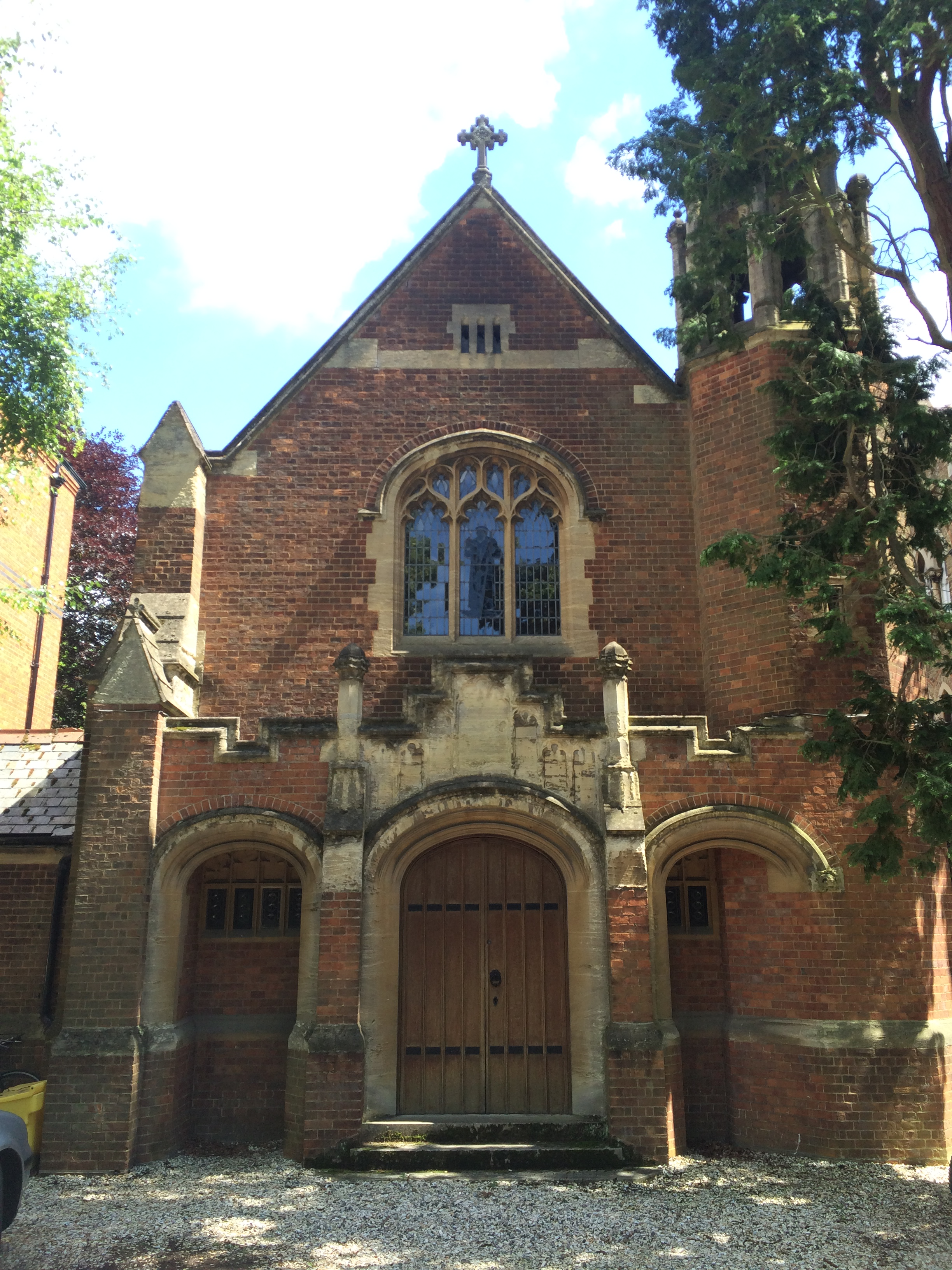
ウィクリフホールチャペル

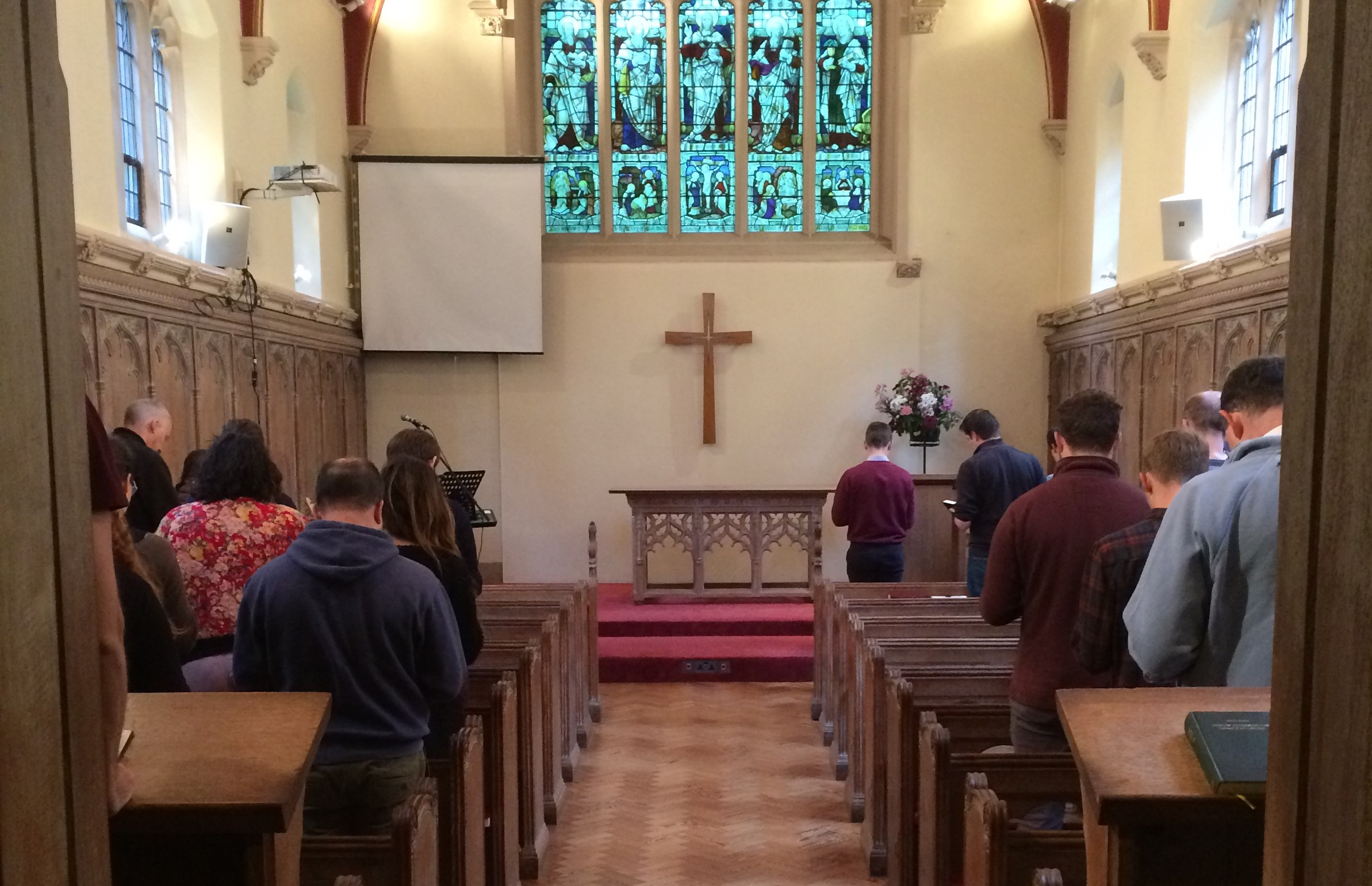
ウィクリフチャペルでの朝の祈り

## アカデミックプログラムと成果

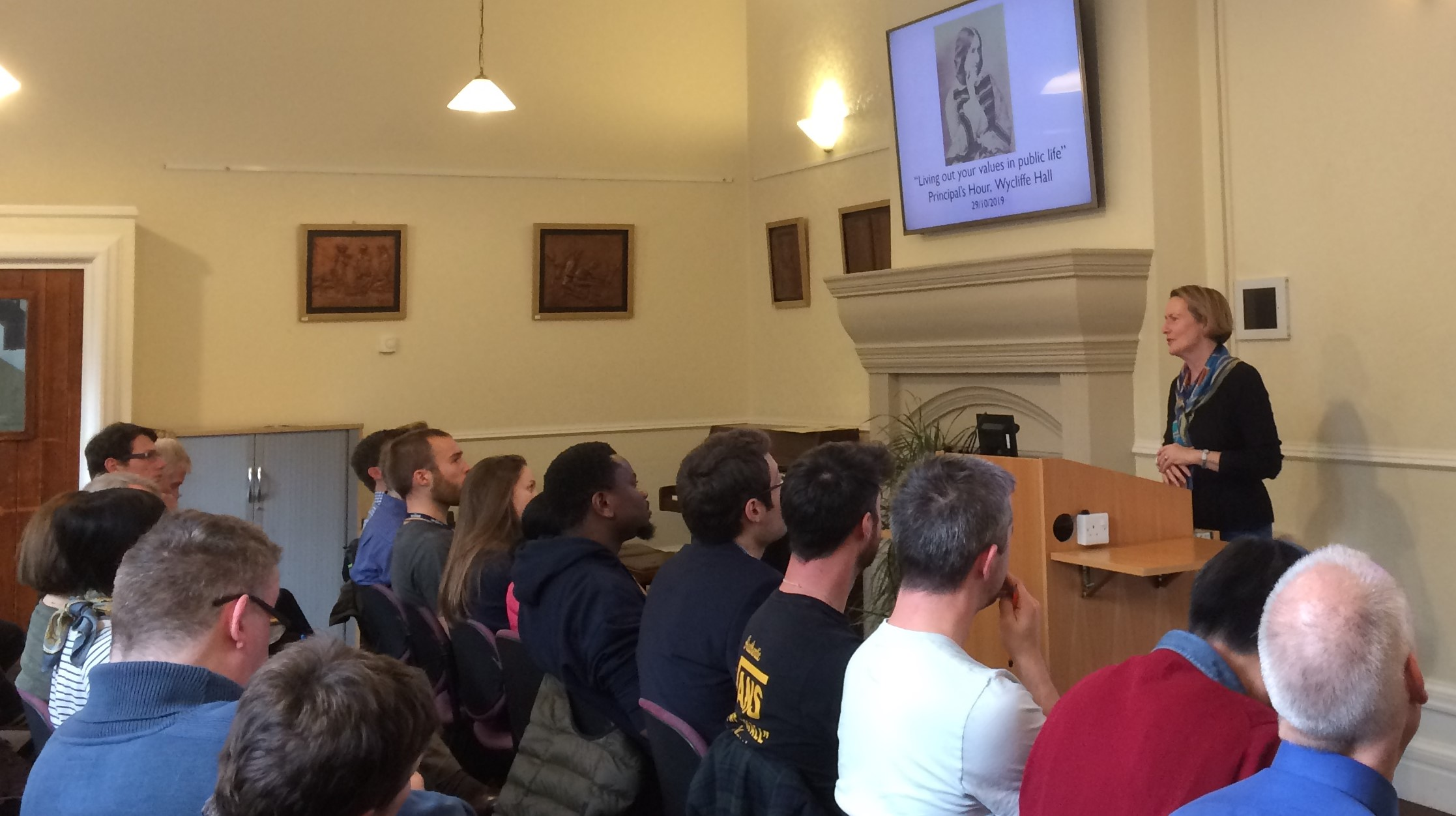
ウィクリフホールのLCRでの講演

## 学生生活

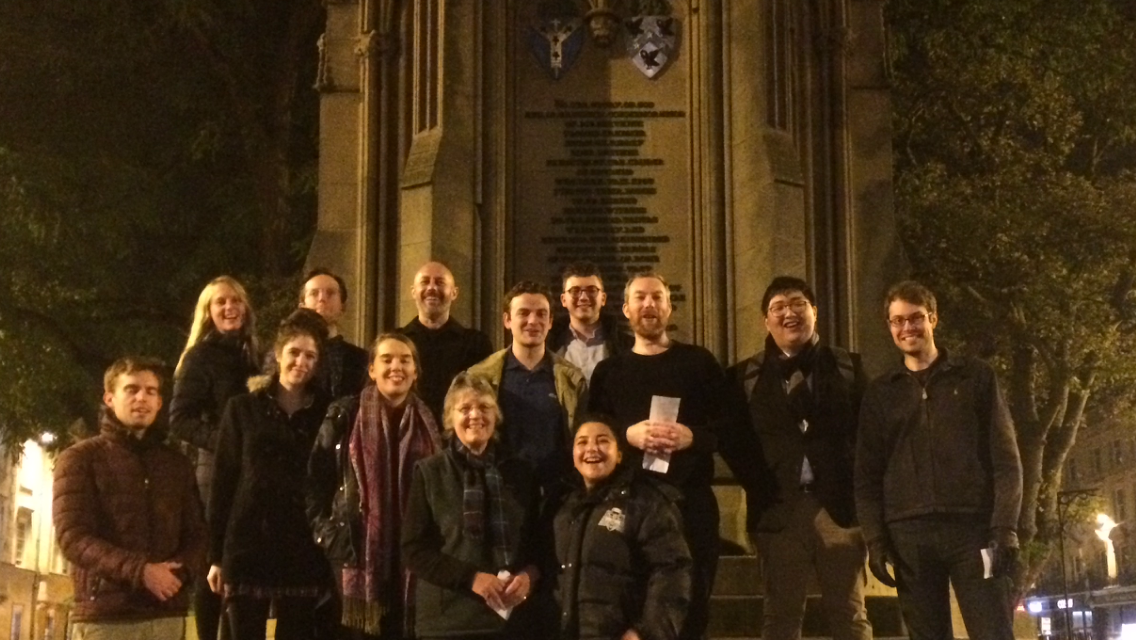
殉教者記念館のウィクリフホールの学生のグループ

## ホール評議会委員長のリスト
【一部一覧】

## 著名な卒業生
- ジェームズ・パッカー（神学者）
- ニコラス・トマス・ライト(新約聖書学者)
- アリスター・マクグラス(神学者、元ウィクリフホール校長)